# کایک کاراسکو
کایک کاراسکو (انگلیسی: Kike Carrasco؛ زادهٔ ۲ مارس ۱۹۹۸) بازیکن فوتبال است.